# Hymenella vulgaris
Hymenella vulgaris är en svampart som beskrevs av Fr. 1822. Hymenella vulgaris ingår i släktet Hymenella, divisionen sporsäcksvampar och riket svampar.   Inga underarter finns listade i Catalogue of Life.